# 아타리 2700
아타리 2700(Atari 2700), 아타리 리모트 컨트롤 VCS(Atari Remote Control VCS)는 아타리 2600 시스템의 무선 제어 버전으로서 아타리가 개발한 프로토타입 비디오 게임 콘솔이다. 1981년에 출시될 계획이었으나 2700은 2600의 뒤를 이을 제품들 가운데 하나였으며 시스템은 완전 생산에 돌입하지는 못했다. 이 시스템들 중 얼마나 많은 수가 존재했는지는 분명하지 않으나 전 아타리 직원 댄 크레이머(Dan Kramer)는 추가 컨트롤러 외에 적어도 12개의 콘솔이 제조되었다고 언급하였다.